# Herly (Pas-de-Calais)
Herly is een gemeente in het Franse departement Pas-de-Calais (regio Hauts-de-France) en telt 324 inwoners (2008). De plaats maakt deel uit van het arrondissement Montreuil.

## Geografie
De oppervlakte van Herly bedraagt 16,3 km², de bevolkingsdichtheid is 19,8 inwoners per km².
De onderstaande kaart toont de ligging van Herly (Pas-de-Calais) met de belangrijkste infrastructuur en aangrenzende gemeenten.

## Demografie
Onderstaande figuur toont het verloop van het inwonertal (bron: INSEE-tellingen).